# Bebaiotes banksi
Bebaiotes banksi är en insektsart som först beskrevs av Metcalf 1938.  Bebaiotes banksi ingår i släktet Bebaiotes och familjen Achilixiidae. Inga underarter finns listade i Catalogue of Life.